# Tjörns sparbank
Tjörns sparbank är en svensk sparbank med huvudkontor i Skärhamn i Tjörns kommun. 
Lars Billström, som dog 1878, testamenterade en donation som grundfond till en sparbank för Tjörns härad. År 1881 utsågs kommunalstämmor på Tjörns kommuner en styrelse av fem ledamöter för en bank, men det dröjde till 1906 innan ett reglemente för sparbanken fastställdes. Verksamheten började 1907. 
År 1937 flyttade Tjörns Härads Sparbank in i eget hus i Sibräcka och 1979 invigdes ett nytt huvudkontor i Skärhamn. 

## Kontor
- Skärhamn
- Kållekärr
- Myggenäs